# Ossuccio
Ossuccio (lombardul: Ossusc) település Olaszországban, Lombardia régióban, Como megyében. Lakosainak száma 1005 fő (2013. december 31.).

## Népesség
A település lakossága az elmúlt években az alábbi módon változott:

| 2013 | 1 005 |